# Касадор
Касадор (порт. Caçador)  —  муниципалитет в Бразилии, входит в штат Санта-Катарина. Составная часть мезорегиона Запад штата Санта-Катарина. Входит в экономико-статистический  микрорегион Жоасаба. Население составляет 67 556 человек на 2007 год. Занимает площадь 981,901 км². Плотность населения — 68,80 чел./км².

## История
Город основан 25 марта 1934 года.

## Статистика
- Валовой внутренний продукт на 2005 составляет 1.027.647.000,00 реалов (данные: Бразильский институт географии и статистики).
- Валовой внутренний продукт на душу населения на 2005 составляет 14 435,00 реалов (данные: Бразильский институт географии и статистики).
- Индекс развития человеческого потенциала на 2000 составляет 0,793 (данные: Программа развития ООН).

## География
Климат местности: субтропический.

## Галерея
- Вокзал
- Мост